# セスト・サン・ジョヴァンニ
セスト・サン・ジョヴァンニ（伊: Sesto San Giovanni）は、イタリア共和国・ロンバルディア州ミラノ県にある、人口約81,000人の基礎自治体（コムーネ）。

## 地理

### 位置・広がり

#### 隣接コムーネ
隣接するコムーネは以下の通り。括弧内のMBはモンツァ・エ・ブリアンツァ県所属を示す。
- ブレッソ
- ブルゲーリオ (MB)
- チニゼッロ・バルサモ
- コローニョ・モンツェーゼ
- ミラノ
- モンツァ (MB)

### 地震分類
イタリアの地震リスク階級 (it) では、3 に分類される
。

## 行政

### チルコスクリツィオーネ
セスト・サン・ジョヴァンニの市域は5つのチルコスクリツィオーネ (Circoscrizione) と言われる区域に分けられる。
- Circoscrizione 1 - Rondò Torretta
- Circoscrizione 2 - Rondinella, Baraggia, Restellone
- Circoscrizione 3 - Isola del Bosco, delle Corti
- Circoscrizione 4 - Pelucca, villaggio Falck
- Circoscrizione 5 - Dei Parchi, Cascina de' Gatti, Parpagliona

住民は選挙で各区域の議会 (Consiglio di Circoscrizione) を選出する。その後、議会で区長 (Presidente della Circoscrizione) が選出される。

## 政治
セスト・サン・ジョヴァンニは中道左派の市長が続いており、「イタリアのスターリングラード」と呼ばれる。

## 姉妹都市
- サン＝ドニ、フランス - 1961年
- ズリーン、 チェコ - 1966年
- テルリッツィ、イタリア - 1979年9月10日
- サント・アンドレ、ブラジル - 1997年
- ランゲンシュタイン（イタリア語版）、オーストリア（友好都市）
- ゴイアニア、ブラジル（友好都市）
- カンピーナス、 ブラジル（友好都市）